# Inhibiteur de l'alpha-glucosidase

Structure chimique de l'acarbose, un des inhibiteurs de l'alpha-glucosidase.

Les inhibiteurs de l'alpha-glucosidase sont des antidiabétiques oraux utilisés contre le diabète de type 2, qui agissent en empêchant la digestion des glucides (tels que l'amidon et le sucre de table). Les glucides sont normalement convertis en sucres simples (monosaccharides) par les enzymes alpha-glucosidases présentes sur les cellules tapissant l'intestin, ce qui permet aux monosaccharides d'être absorbés par l'intestin. Par conséquent, les inhibiteurs de l'alpha-glucosidase réduisent l'impact des glucides alimentaires sur la glycémie.

## Exemples et différences
Les exemples d'inhibiteurs de l'alpha-glucosidase incluent :
- Acarbose - Precose
- Miglitol - Glyset
- Voglibose

Même si les médicaments ont un mécanisme d’action similaire, il existe de subtiles différences entre l’acarbose et le miglitol. L'acarbose est un oligosaccharide, alors que le miglitol ressemble à un monosaccharide. Le miglitol est assez bien absorbé par le corps, contrairement à l'acarbose. De plus, l'acarbose inhibe l'alpha-amylase pancréatique en plus de l'alpha-glucosidase.

## Inhibiteurs naturels de l'alpha glucosidase
Il existe un grand nombre de produits naturels ayant une action inhibitrice de l'alpha-glucosidase,.
Par exemple, des recherches ont montré que le champignon culinaire Maitake (Grifola frondosa) avait un effet hypoglycémiant,,,,. La raison pour laquelle le Maitake réduit le sucre dans le sang est que ce champignon contient naturellement un inhibiteur de l’alpha glucosidase. Salacia oblonga est une autre plante qui attire beaucoup l'attention.[réf. nécessaire]

## Utilisation clinique
Les inhibiteurs d’ alpha-glucosidase permettent d’établir un meilleur contrôle glycémique de l’hyperglycémie chez les diabétiques de type 2, en particulier en ce qui concerne l’hyperglycémie postprandiale. Ils peuvent être utilisés en monothérapie, en association avec un régime approprié pour le diabète et de l'exercice physique, ou en association avec d'autres médicaments antidiabétiques.
Chez les patients atteints de diabète sucré de type 1, l'utilisation des inhibiteurs de l'alpha-glucosidase n'a pas été officiellement approuvée par la Food and Drug Administration, mais des données existent sur l'efficacité de cette population, montrant des bénéfices potentiels, pondérés par un risque accru d'hypoglycémie.

## Mécanisme d'action
Les inhibiteurs de l'alpha-glucosidase sont des saccharides qui agissent en tant qu'inhibiteurs compétitifs des enzymes nécessaires à la digestion des glucides: en particulier de l'enzymes alpha-glucosidase produite dans la bordure en brosse des entérocytes du petit intestin. Les alpha-glucosidases intestinales liées à la membrane hydrolysent les oligosaccharides, les trisaccharides et les disaccharides en glucose et autres monosaccharides dans l'intestin grêle.
L’acarbose bloque également l’alpha-amylase pancréatique en plus d’inhiber les alpha-glucosidases liées à la membrane entérocytaire. L'alpha-amylase pancréatique hydrolyse les amidons complexes en oligosaccharides dans la lumière de l'intestin grêle.
L'inhibition de ces systèmes enzymatiques réduit le taux de digestion des glucides. Moins de glucose est absorbé parce que les glucides ne sont pas décomposés en molécules de glucose. Chez les patients diabétiques, l’effet à court terme de ces médicaments est de diminuer la glycémie actuelle: l’effet à long terme est une légère réduction du taux d’hémoglobine A1c.

## Dosage
Les inhibiteurs de l’alpha-glucosidase étant des inhibiteurs compétitifs des enzymes digestives, ils doivent être pris au début des repas principaux pour avoir un effet maximal. Leurs effets sur la glycémie après les repas dépendront de la quantité de glucides complexes contenus dans les repas.
Étant donné que les inhibiteurs de l’alpha-glucosidase empêchent la dégradation des glucides complexes en glucose, les glucides restent dans l’intestin. Dans le côlon, les bactéries vont digérer les glucides complexes, provoquant ainsi des effets secondaires gastro-intestinaux tels que la flatulence et la diarrhée. Étant donné que ces effets sont liés à la dose, il est généralement conseillé de commencer par une faible dose et d’augmenter progressivement la dose jusqu’à la quantité souhaitée. La pneumatose cystoïde intestinale est un autre effet secondaire rapporté. Si un patient utilisant un inhibiteur de l'alpha-glucosidase souffre d'un épisode d'hypoglycémie, le patient devrait manger quelque chose contenant des monosaccharides, tels que des comprimés de glucose. Étant donné que le médicament empêchera la digestion des polysaccharides, ces aliments peuvent ne pas inverser efficacement un épisode hypoglycémique chez un patient prenant un inhibiteur de l'alpha-glucosidase.
[citation nécessaire]

## Voir également
- Alpha-glucosidase
- Inhibiteur d'alpha amylase